# Protoanemonina
Protoanemonina (a veces llamado anemonol o ranunculol) es una toxina que se encuentra en todas las plantas de la familia Ranunculaceae. En maceración, por ejemplo, cuando es herida la planta, es producida por un proceso enzimático a partir del glucósido ranunculina. Es la lactona del ácido ,4-pentadienoico 4-hidroxi-2.
Una planta dañada libera la toxina, la cual en contacto con la piel o en mucosas, causa picazón, erupciones o ampollas. La ingesta de una de estas plantas puede conducir a náuseas, vómitos, mareos, espasmos o parálisis.
Cuando se seca la planta, la protoanemonina entra en contacto con el aire y dimeriza la anemonina, la cual es hidrolizada a un ácido carboxílico no-tóxico.

## Vía biológica
|                | Ranunculina                   |
| ↓ – Glucosa    | (Maceración enzimatica)       |
|                | Protoanemonina                |
| ↓ Dimerización | (en contacto con aire o agua) |
|                | Anemonina                     |
| ↓ Hidrólisis   |                               |
|                |                               |